# 陈庄镇 (蒲城县)
陈庄镇，是中华人民共和国陕西省渭南市蒲城县下辖的一个乡镇级行政单位。

## 行政区划
陈庄镇下辖以下地区：
东陈村、富新村、内府村、思补村、西陈村、东明村、三永村、群丰村、安丰村、白囟村和东鲁村。